# Kiwa puravida
Kiwa puravida là một loài động vật giáp xác sinh sống ở biển sâu.
Những con cua sống ở lỗ rò lạnh sâu, biển, nơi chúng ăn proteobacteria cộng sinh, mà chúng nuôi trên các lông trên móng vuốt của. Các vi khuẩn chuyển hóa hydro sulfide và methane sản xuất bởi các lỗ rò, và được thu hoạch bằng phần miệng lược giống như các loài động vật. Trong số các loài động vật biển sâu khác tận dụng các vật cộng sinh như loài này là độc đáo ở chỗ nó tích cực tạo sóng của nó phần thêm trên các lỗ thông hơi để cung cấp các vi khuẩn có nhiều oxy và chất dinh dưỡng.
Kiwa puravida đã được phát hiện sinh sống ở độ sâu 1.000 mét (3.300 ft) dưới đáy biển sâu ngoài khơi bờ biển của Costa Rica vào năm 2006 bởi Andrew Thurber, William J. Jones và Kareen Schnabel. thành viên chỉ khác của chi này, Kiwa hirsuta, là một loài cua với móng vuốt lông tương tự và được phát hiện vào năm 2005 gần đảo Phục Sinh.